# 八日町 (八王子市)
八日町（ようかまち）は、東京都八王子市の地名である。丁番を持たない単独町名であり、住居表示実施済区域。郵便番号は192-0071（八王子郵便局管区）。

## 地理
八王子市中心部に位置する。東で横山町、南で南町・南新町、西で八幡町、北で本町・大横町と隣接する。地域中央を国道16号（東京環状）・国道20号（甲州街道）の重複区間が横切り、東西を重複区間から分かれた国道16号が区切る。甲州街道沿いを中心に商店・金融機関が並ぶ。

## 歴史
町名の由来は、もともと滝山城の城下町を八王子城を経て、江戸時代に甲州街道沿いに設置された八王子十五宿の八日市宿にちなむ。八王子十五宿は横山宿（現：横山町）と八日市宿を中心に発展し、4と8の付く日に市が開かれた。4の付く日は横山宿、8の付く日は八日市宿で市が立ち、八王子名産の絹織物をはじめ様々な商品が売買された。これが「八日町」の地名の由来である。
かつては八王子の中心市街地として栄え、昭和30年代（1960年代前半）にはまるき百貨店やイノウエ百貨店といった地元資本の百貨店が開業して商業の中心地となったが、昭和40年代（1960年代後半）に入り、八王子駅寄りの横山町に繁華街の中心が移ったことで、まるき百貨店とイノウエ百貨店は相次いで閉店した。
なお、まるき百貨店の建物は八王子岡島を経て八王子エルシィとして現存するが、イノウエ百貨店は忠実屋八日町店を経て解体され、跡地には高層マンションが建設されている。
その後さらに、繁華街の中心が鉄道駅（八王子駅・京王八王子駅）周辺に移ったことで、駅へのアクセスが良い立地が注目されて高層マンションの建設が進んだが、甲州街道沿いには旧来からの商店街の面影も残されている。

### 沿革
- 1882年（明治15年）7月 - 町村分合により江戸期の八日市宿を八王子八日町と改称。
- 1889年（明治22年）4月1日 - 町村制施行により八王子町が成立。これまでの八王子八日町の町域を八日町とする。
- 1968年（昭和43年）8月1日 - 住居表示を実施。

## 経済
店・企業
- くまざわ本社 - くまざわ書店等を運営
- 八王子エルシィ（旧：まるき百貨店→八王子岡島→小杉会館八王子店）
  - ペットの専門店コジマ 八王子店
- 荒井呉服店 - シンガーソングライター松任谷由実の生家[8]
- 八王子スカイホテル
- 井桁屋（イゲタヤ）- 多摩の長寿企業3位（帝国データバンク東京西支店調べ）
- 多摩信用金庫八王子中央支店

かつて存在した店・企業
- イノウエ百貨店
  - 忠実屋#かつて存在した忠実屋店舗（忠実屋八日町店）
- まるき百貨店
  - 岡島百貨店#八王子岡島
  - 八王子エルシィ

## 世帯数と人口
2017年（平成29年）12月31日現在の世帯数と人口は以下の通りである。
| 町丁   | 世帯数    | 人口    |
| ------ | --------- | ------- |
| 八日町 | 1,729世帯 | 3,402人 |

## 小・中学校の学区
市立小・中学校に通う場合、学区は以下の通りとなる。
| 番地 | 小学校               | 中学校               |
| ---- | -------------------- | -------------------- |
| 全域 | 八王子市立第一小学校 | 八王子市立第五中学校 |

## 交通

### 道路・橋梁
- 国道20号（甲州街道）
- 国道16号（東京環状）

### バス
- 京王電鉄バス
  - 京王八王子駅 - 八日町4丁目 - 館ヶ丘団地方面
- 西東京バス
  - 京王八王子駅 - 八日町4丁目 - 杏林大学・戸吹・みつい台・楢原町方面
  - 京王八王子駅 - 八日町4丁目 - 川口小学校・サマーランド・武蔵五日市駅方面
  - 京王八王子駅 - 八日町4丁目 - 宝生寺団地・大久保・長房団地・城山手・高尾駅南口方面
- 神奈川中央交通
  - 八王子駅 - 八日町4丁目 - 相模湖駅

## 施設
- 八王子市夢美術館
- カトリック八王子教会 - 泉町に分教会がある。「ジェルマン・レジェ・テストウィード#八王子での宣教」も参照。

## 出身・ゆかりのある人物
- 松任谷由実（シンガーソングライター）